# Pionites
Pionites – rodzaj ptaków z podrodziny papug neotropikalnych (Arinae) w rodzinie papugowatych (Psittacidae).

## Zasięg występowania
Rodzaj obejmuje gatunki występujące w Ameryce Południowej.

## Morfologia
Długość ciała około 23 cm; masa ciała 130–170 g.

## Systematyka

### Etymologia
- Caica: karibsko/gujańska nazwa Caica dla długoogonowej papugi[5]. Gatunek typowy: Psittacus melanocephalus Linnaeus, 1758; młodszy homonim Caica Lesson, 1842 (Brotogeris).
- Pionites: rodzaj Pionus Wagler, 1832 (piona); gr. -ιτης -itēs „przypominający”[6]. Nowa nazwa dla Caica Leeson, 1831 ze względu na puryzm.

### Podział systematyczny
Do rodzaju należą następujące gatunki:
- Pionites melanocephalus (Linnaeus, 1758) – białobrzuszka czarnogłowa
- Pionites leucogaster (Kuhl, 1820) – białobrzuszka złotogłowa